# Leopold Kompert
Leopold Kompert (15. května 1822, Mnichovo Hradiště – 23. listopadu 1886, Vídeň) byl český židovský spisovatel. 

## Život
Kompert studoval na pražské Karlově univerzitě a na Vídeňské univerzitě a několik let působil jako učitel v domě hraběte Jiří Andrássyho. V roce 1857 nastoupil do služby vídeňského Kreditanstalt.
V roce 1857 se oženil s Marií Löwy (1822–1892), ovdovělou Pollakovou, která měla z předchozího manželství dvě děti. Marie se angažovala za práva žen.

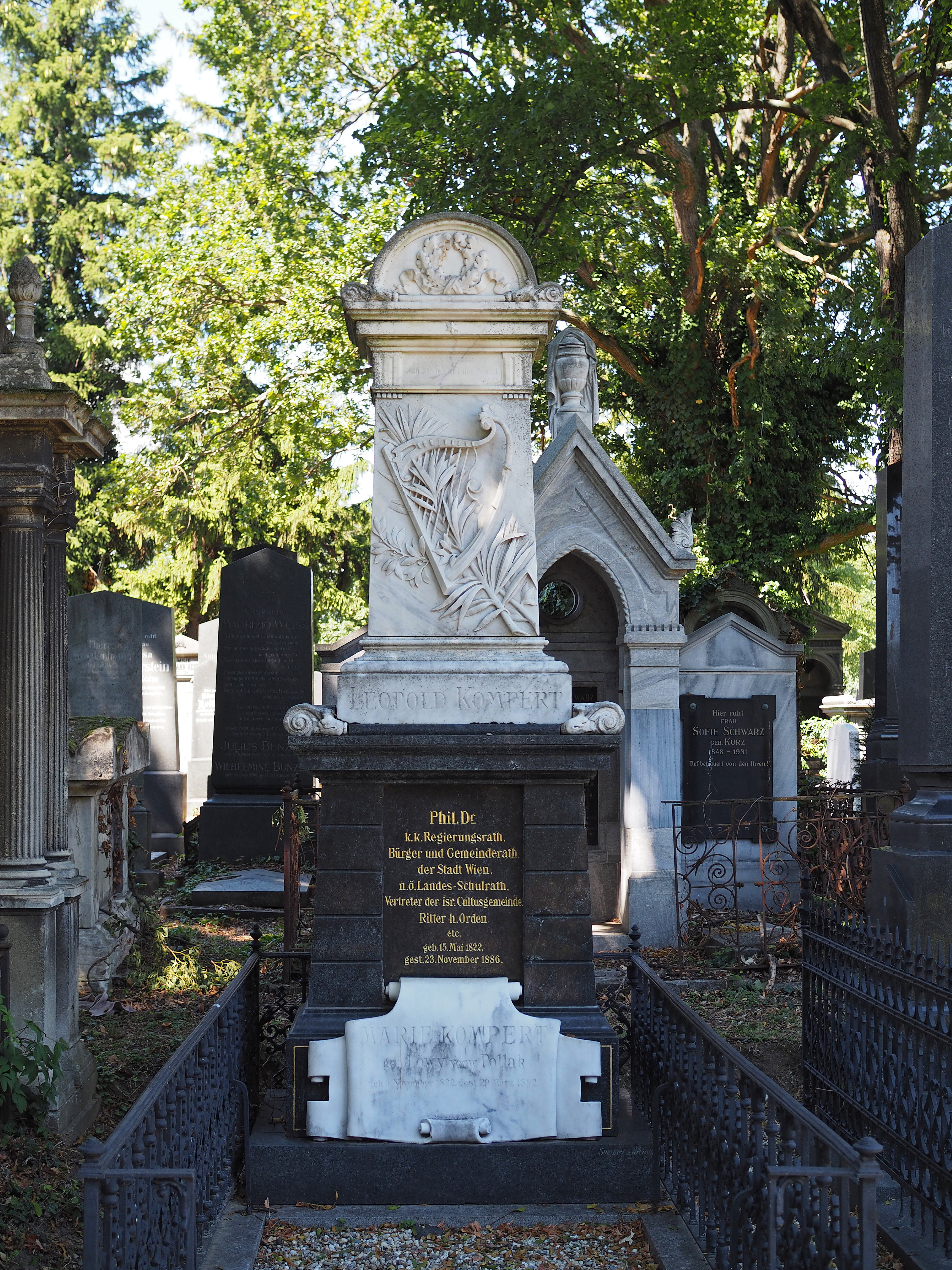
Hrob Leopolda Komperta a jeho manželky Marie Löwy na Vídeňském hřbitově

Jako člen městské rady ve Vídni se Kompert angažoval ve vzdělávání a také jako člen rady židovské obce při podpoře náboženské výuky. Aktivně se účastnil i vídeňské Israelitische Allianz. Dále věnoval značnou pozornost vzdělávání sirotků a podílel se na založení sirotčince barona Todesca.
Kompert zahájil svou literární činnost v Bratislavě u Pressburger Zeitung. V letech 1848 až 1852 byl redaktorem Österreichischer Lloyd. Jako tvůrce ghettové literatury byl nazýván Auerbachem ghetta.
Jeho příběhy zachycující běžný život a zvyky z prostředí českých Židů se staly klasickými a byly napodobovány.
Kompertův první příběh, Der Schnorrer, se objevil v roce 1846 v Sonntagsblattu, č. 7 Ludwiga Augusta Frankla. Poté následovaly další:
- Geschichten aus dem Ghetto, Lipsko, 1848;
- Böhmische Juden, Vídeň, 1851;
- Am Pfluge, Berlín, 1855;
- Neue Geschichten aus dem Ghetto, Praha, 1860;
- Geschichten einer Gasse, Berlín, 1865;
- Zwischen Ruinen, ib. 1873;
- Franzi und Heini, eine Wiener Geschichte, ib. 1880;
- Verstreute Geschichten, ib. 1883.

## Dílo
- 1848 – Aus dem Ghetto (povídky)
- 1851 – Böhmische Juden (povídky)
- 1855 – Am Pflug (román)
- 1860 – Neue Geschichten aus dem Ghetto (povídky)
- 1865 – Geschichten einer Gasse
- 1875 – Zwischen Ruinen (román)
- 1881 – Franzi und Heini (román)
- Der Dorfgeher
- Die Jahrzeit
- Die Schwärmerin
- Eisik's Brille
- Gottes Annehmerin
- Judith umírá Zweite
- Ohne Bewilligung
- čtená zkouška z Die Kinder des Randars